# Neuseeländische Cricket-Nationalmannschaft in Pakistan in der Saison 1969/70
Die Tour der neuseeländischen Cricket-Nationalmannschaft nach Pakistan in der Saison 1969/70 fand vom 24. Oktober bis zum 11. November 1969 statt. Die internationale Cricket-Tour war Bestandteil der Internationalen Cricket-Saison 1969/70 und umfasste drei Tests. Neuseeland gewann die Serie 1–0.

## Vorgeschichte
Neuseeland spielte zuvor eine Tour in Indien, für Pakistan war es die erste Tour der Saison.
Das letzte Aufeinandertreffen der beiden Mannschaften bei einer Tour fand in der Saison 1964/65 in Pakistan statt.

## Stadien
Die folgenden Stadien wurden für die Tour als Austragungsort vorgesehen.
| Stadion                      | Stadt   | Kapazität | Spiele  |
| ---------------------------- | ------- | --------- | ------- |
| Bangabandhu National Stadium | Dhaka   | 36.000    | 3. Test |
| National Stadium             | Karachi | 34.228    | 1. Test |
| Lahore Stadium               | Lahore  | 60.000    | 2. Test |

## Kaderlisten
Beide Teams benannten die folgenden Kader.
| Test | Test |
| Pakistan | Neuseeland |
| --- | --- |
| - Intikhab Alam (K) - Aftab Baloch - Aftab Gul - Asif Iqbal - Asif Masood - Hanif Mohammad - Javed Burki - Mohammad Nazir - Mushtaq Mohammad - Pervez Sajjad - Sadiq Mohammad - Salahuddin - Saleem Altaf - Shafqat Rana - Wasim Bari (wk) - Younis Ahmed - Zaheer Abbas | - Graham Dowling (K) - Mark Burgess - Bevan Congdon - Bob Cunis - Dayle Hadlee - Brian Hastings - Hedley Howarth - Bruce Murray - Vic Pollard - Bruce Taylor - Glenn Turner - Ken Wadsworth (wk) - Bryan Yuile |

## Tests

### Erster Test in Karachi
| 24. – 27. Oktober Scorecard | Karachi | Pakistan 220 (97.2) & 283-8d (134.4) | – | Neuseeland 274 (85.1) & 112-5 (63) |
|                             |         | Remis                                |   |                                    |

Pakistan gewann den Münzwurf und entschied sich als Schlagmannschaft zu beginnen.

### Zweiter Test in Lahore
| 30. Oktober – 2. November Scorecard | Lahore | Pakistan 114 (67.4) & 208 (105.5) | – | Neuseeland 241 (115) & 82-5 (32.3) |
|                                     |        | Neuseeland gewinnt mit 5 Wickets  |   |                                    |

Pakistan gewann den Münzwurf und entschied sich als Schlagmannschaft zu beginnen.

### Dritter Test in Dhaka
| 8. – 11. November Scorecard | Dhaka | Neuseeland 273 (166.3) & 200 (101.4) | – | Pakistan 290-7d (101.1) & 51-4 (15) |
|                             |       | Remis                                |   |                                     |

Neuseeland gewann den Münzwurf und entschied sich als Schlagmannschaft zu beginnen.
Dies war der letzte Heim-Test der für Pakistan in der Provinz Ostpakistan, dem heutigen Bangladesch, ausgetragen wurde. Erst mit dem Finale der Asian Test Championship 1998/99 wurde wieder ein Test in Dhaka ausgetragen.